# BMW серија 1 (F40)
BMW F40 је актуелна трећа генерација серије 1, немачког произвођача аутомобила BMW. За разлику од ранијих генерација F40 се производи само као хечбек са петора врата и са погоном на предње точкове. У производњи је од јула 2019. године.

## Историјат
BMW је прве фотографије треће генерације објавио 27. марта 2019. године. Јавни деби је имао у Минхену крајем јуна 2019. године, а званично је представљен на салону аутомобила у Франкфурту септембра исте године. Заснован је на UKL2 платформи, као и X1 (F48), серија 2 актив турер и Мини кантримен. За разлику од ранијих генерација користи конфигурацију погона на предње точкове, мотора који су попреко постављени и доступан је само као хечбек са петора врата. Производи се у Немачкој у BMW-овим погонима у Лајпцигу и Регензбургу.
F40 добија масивну предњу маску у облику традиционалних „бубрега” који се сада спајају у средини. У односу на претходника, F40 је краћи за 5 мм, шири за 34 мм и већи за 13 мм. Изглед серије 1 је посебно освежен и „оштријим” фаровима, али се тек уз доплату добија потпуно лед систем. У зависности од пакета опреме постоји и неколико различитих дизајна предњег браника, где је најспортскији намењен моделу М135i. F40 изгледа импозантно и са задње стране, највише захваљујући танким стоп светлима који се протежу дуж гепека и чине аутомобил ширим. Иако је краћа, трећа генерација је сада пространија од своје претходне генерације. Путници на задњој клупи имају више места за колена, главу и лактове. Капацитет пртљажника је повећан на 380 литара, а са спуштеним задњим седиштима расте до 1.200 литара. F40 је такође лакши за 30 kg због повећане употребе алуминијума.
У ентеријеру, контролна табла је иста као и на осталим моделима BMW, а као стандардан долази 8,8-инчни мултимедијални дисплеј са екраном осетљивим на додир уз могућност гласовне контроле. У вишим пакетима опреме ту је 10,25-инчни екран и потпуно дигитална контролна табла.
На европским тестовима судара 2019. године, F40 је добио максималних пет звездица за безбедност.

## Мотори

### Бензински мотори
|                    | 118i              | M135i xDrive        |
| ------------------ | ----------------- | ------------------- |
| Цилиндри/вентили   | R3/12             | R4/16               |
| Тип мотора         | B38 A15           | B48 A20T1           |
| Запремина          | 1499 cm³          | 1998 cm³            |
| Снага              | 103 kW (138 КС)   | 225 kW (302 КС)     |
| Обртни момент      | 220 Nm/ 1480–4200 | 450 Nm/ 1750–5000   |
| Мењач              | 6° мануелни       | 8° аутоматик        |
| Мењач (опционо)    | 7° аутоматизовани | —                   |
| Погон              | На предње точкове | На сва четири точка |
| Убрзање 0−100 km/h | 8,5 сек.          | 4,8 сек.            |
| Брзина             | 213 km/h          | 250 km/h            |
| Потрошња           | 5,4–5,7 l         | 6,8–7,1 l           |
| Емисија CO2        | 122–129 g/km      | 155–162 g/km        |
| Норма              | Euro 6d-TEMP      | Euro 6d-TEMP        |

### Дизел мотори
|                    | 116d              | 116d              | 118d              | 120d              | 120d xDrive         | 120d xDrive         |
| ------------------ | ----------------- | ----------------- | ----------------- | ----------------- | ------------------- | ------------------- |
| Цилиндри/вентили   | R3/12             | R3/12             | R4/16             | R4/16             | R4/16               | R4/16               |
| Тип мотора         | B37 C15           | B37 C15           | B47 D20           | B47 D20           | B47 D20             | B47 D20             |
| Запремина          | 1498 cm³          | 1498 cm³          | 1995 cm³          | 1995 cm³          | 1995 cm³            | 1995 cm³            |
| Снага              | 85 kW (114 КС)    | 85 kW (114 КС)    | 110 kW (150 КС)   | 140 kW (190 КС)   | 140 kW (190 КС)     | 140 kW (190 КС)     |
| Обртни момент      | 270 Nm/ 1750–2250 | 270 Nm/ 1750–2250 | 350 Nm/ 1750–2500 | 400 Nm/ 1750–2500 | 400 Nm/ 1750–2500   | 400 Nm/ 1750–2500   |
| Мењач              | 6° мануелни       | 6° мануелни       | 6° мануелни       | 8° аутоматик      | 8° аутоматик        | 8° аутоматик        |
| Мењач (опционо)    | 7° аутоматизовани | 7° аутоматизовани | 8° аутоматик      | —                 | —                   | —                   |
| Погон              | На предње точкове | На предње точкове | На предње точкове | На предње точкове | На сва четири точка | На сва четири точка |
| Убрзање 0−100 km/h | 10,3 сек.         | 10,3 сек.         | 8,5 сек.          | 7,3 сек.          | 7,0 сек.            | 7,0 сек.            |
| Брзина             | 200 km/h          | 200 km/h          | 218 km/h          | 231 km/h          | 230 km/h            | 230 km/h            |
| Потрошња           | 3,8–4,2 l         | 3,8–4,2 l         | 4,1–4,4 l         | 4,3–4,6 l         | 4,5–4,8 l           | 4,5–4,8 l           |
| Емисија CO2        | 100–110 g/km      | 100–110 g/km      | 108–117 g/km      | 112–121 g/km      | 118–126 g/km        | 118–126 g/km        |
| Норма              | Euro 6d-TEMP      | Euro 6d           | Euro 6d-TEMP      | Euro 6d           | Euro 6d-TEMP        | Euro 6d             |

## Галерија
- Задњи део
- Унутрашњост